# Lawrence Ferlinghetti
Lawrence Ferlinghetti, né le 24 mars 1919 à Yonkers aux États-Unis et mort le 22 février 2021 à San Francisco aux États-Unis, est un poète américain, également connu comme cofondateur de la librairie City Lights Booksellers & Publishers et d'une maison d'édition du même nom qui a fait paraître les travaux littéraires des poètes de la Beat Generation, dont Jack Kerouac et Allen Ginsberg.

## Biographie
Lawrence Ferlinghetti, né Lawrence Monsanto Ferling au sein d'une famille d'immigrés à Yonkers dans l'État de New York, est le dernier-né des cinq enfants. Son père Carlo Ferlinghetti, un immigrant italien venu de Brescia en Lombardie dans les années 1890, avait quitté le quartier italien de Brooklyn où il travaillait comme commissaire-priseur, avec sa famille, pour s'installer à Yonkers, et avait abrégé son nom en Ferling. Ce père est mort peu avant sa naissance. Sa mère, Clemence Albertine Mendes-Monsanto, est la fille d'une Française et d'un Juif séfarade dont la famille avait émigré aux Pays-Bas et dans les îles Vierges avant d'arriver à New York. Son grand-père maternel est un enseignant. Sa mère est accablée de chagrin et de soucis à la mort de son mari et doit être hospitalisée. Une tante le prend en charge, l'emmène en France à Strasbourg, pendant les années préscolaires, puis revient aux États-Unis, et ils s'installent à Bronxville où elle a trouvé du travail. Il y trouve une famille adoptive, les Bisland. Sa mère lui propose de le reprendre avec elle mais il choisit de rester avec cette famille adoptive.
Plus tard, il poursuit ses études à université de Caroline du Nord à Chapel Hill jusqu'en 1941 (il y obtient une licence de journalisme), puis devient officier dans la marine des États-Unis pendant la Seconde Guerre mondiale. Après la guerre, il obtient un diplôme de Master à l'université Columbia de New-York. En 1946, il fait la connaissance de sa future femme, Selden Kirby-Smith, petite-fille d'Edmund Kirby Smith, à bord d'un navire en route pour la France,. Ils se rendent tous deux à Paris pour étudier à la Sorbonne. Ferlinghetti y soutient une thèse de doctorat en littérature comparée qui porte sur la ville comme symbole de la poésie moderne. Pendant ses études à Paris, il découvre les surréalistes, comme André Breton, Antonin Artaud, ou Prévert. Il fait également la rencontre de Kenneth Rexroth, poète et essayiste, qui, ultérieurement, le persuadera d'aller à San Francisco pour profiter du dynamisme de la scène littéraire de cette région. Il est de retour à New York en 1946. Il se marie avec Selden Kirby-Smith (1923-2012) en 1951 (ils ont deux enfants, mais divorceront en 1976),.
Entre 1951 et 1953, il enseigne le français, rédige des critiques littéraires et peint. En 1953, Lawrence Ferlinghetti et le libraire Peter D. Martin (en) ouvrent une librairie à San Francisco, qu'ils appellent City Lights, en pleine période de maccarthysme. Il s'inspire pour cet établissement de la librairie créée par George Whitman (en), à Paris, à proximité de la cathédrale Notre-Dame, de l'autre côté de la Seine (établissement qui se nomme la Librairie Mistral, avant de prendre le nom de Shakespeare & Co au milieu des années 1960). Deux ans plus tard, en 1955, il choisit de se faire appeler désormais Ferlinghetti : Lawrence Ferling devient ainsi Lawrence Ferlinghetti.
La même année, à la suite du départ de Peter D. Martin pour New York, Ferlinghetti ouvre une maison d'édition spécialisée en poésie. Le 7 octobre 1955, il assiste à ce qui deviendra plus tard la très célèbre lecture poétique donnée à la Six Gallery de San Francisco, à laquelle assistent de nombreux poètes parmi lesquels figurent Jack Kerouac, Gary Snyder et Neal Cassady. Au cours de la soirée, le jeune poète Allen Ginsberg lit son long poème Howl, véritable bombe, qui va être à l'origine d'une révolution dans la poésie américaine. Ferlinghetti ne s'y trompe pas. Le lendemain, par un télégramme, il félicite Ginsberg et l'invite à le rejoindre pour la publication de sa poésie. Il publie Howl l'année suivante, dans sa collection (créée en 1955) Pocket Poets Series. Mais cette œuvre est critiquée pour obscénité lors de sa publication.En 1957, l'auteur et l'éditeur sont traînés en justice dans un procès très médiatisé et resté historique. Le tribunal récuse leurs accusateurs,,. Ferlinghetti a gagné son procès avec l'aide de la Ligue des droits de l'homme. Cet épisode judiciaire fait une merveilleuse publicité pour le recueil. Howl devient le best-seller de cette nouvelle maison d'édition, appelée City Lights comme la librairie. Cette maison adopte également un format de poche, le Pocket Poets (en), à une époque où un tel format de poche n'était pas considéré comme adapté pour la littérature. Il a publié de nombreux poètes et a lui-même écrit de la poésie. Lawrence Ferlinghetti a fréquenté le cercle anarchiste animé par son ami Kenneth Rexroth, lieu où se rencontrent des poètes, des musiciens, des peintres, des contestataires, et tout un ensemble de personnes, quelquefois considéré comme une « faune asociale », à laquelle Jack Kerouac va donner le nom de Beat Generation. C'est aussi un mouvement littéraire et artistique.
À partir des années 1960, Lawrence Ferlinghetti revêt son costume d'éditeur-poète emblématique du mouvement de la Beat Generation - même s'il ne s'est jamais considéré comme un Beat - et part parcourir le monde, visitant, enquêtant, rencontrant des personnalités, participant à des festivals de poésie aux quatre coins de la planète. En février et mars 1967, il effectue un voyage en U.R.S.S., de Moscou jusqu'à la Sibérie, périple dont il rapporte les péripéties sous le titre Journal de l'hiver russe, texte inclus dans ses carnets de route (publiés en édition originale en 2015). On le retrouve fréquemment en Europe, particulièrement en France et en Italie, mais également aux Pays-Bas (avec les One World Poetry Festivals), en Grèce (festival de Delphes) ou à Londres. Il se rend souvent en Amérique Centrale (Mexique, Nicaragua) et lie systématiquement des relations avec les poètes les plus en vue du pays visité, et quelquefois avec des représentants politiques (de gauche, à la fibre révolutionnaire). Il se rend également au Maroc, à Marrakech et à Tanger, ville cosmopolite où il rencontre Paul Bowles, cité du Détroit qui appartient à l'histoire de la Beat Generation. Au début des années 1970, Ferlinghetti se rend en Australie, accompagné d'Allen Ginsberg, pour le festival des Arts d'Adélaïde.  Partout où il se rend, il est accueilli en poète, mais également en éminent éditeur des poètes beat ; il est l'homme qui a pris tous les risques pour les défendre (le procès pour Howl étant le meilleur exemple).
Dans les années 1990, Ferlinghetti poursuit ses voyages, plus particulièrement vers l'Europe. Partout où il se déplace officiellement dans les manifestations littéraires, il continue à être couvert de louanges. Il fait presque figure de légende, ce qui fait dire à Giada Diano, sa traductrice et sa biographe : « Le poète est alors devenu une sorte de figure tutélaire de la contre-culture, une source d'inspiration pour toute une nouvelle génération de radicaux littéraires. »
Lawrence Ferlinghetti se décrit comme un anarchiste moral, engagé dans sa communauté, mais il pense que l'humanité n'est pas encore prête à vivre tout à fait en conformité avec l'anarchisme. Par conséquent, il préfère le genre de social-démocratie des pays scandinaves.
En 2009, Lawrence Ferlinghetti devient membre honoraire du mouvement artistique littéraire Immagine & Poesia, fondé à Turin en Italie.
L'exposition 60 years of painting — qui se tient en 2010 à Rome et à Reggio Calabria en Italie — témoigne de l'intérêt de Ferlinghetti pour le binôme « poésie - peinture », en dévoilant ses œuvres picturales. La correspondance entre Ferlinghetti et Ginsberg a été publié en 2015, sous le titre I Greet You at the Beginning of a Great Career. La même année, une sélection de ses carnets de voyage, de 1950 à 2013, a été publiée, Writing Across Landscapes.
Il meurt le 22 février 2021 à San Francisco, à 101 ans, un mois avant ses 102 ans,.

## Sa poésie

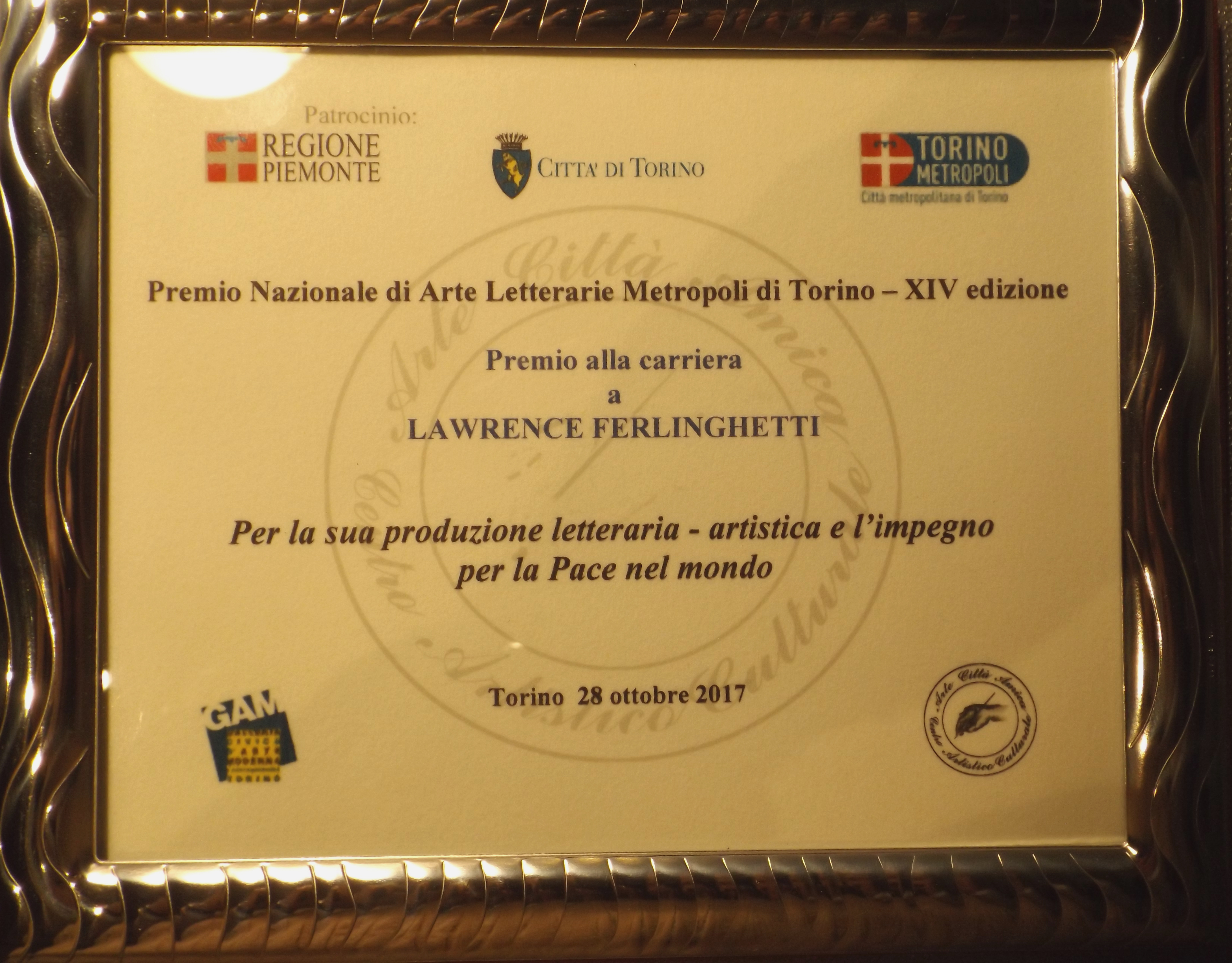
Plaque décernée pour le Prix de carrière le 28 octobre 2017 lors de la XIVe édition du Prix des Arts Littéraires de la Métropole de Turin, en Italie

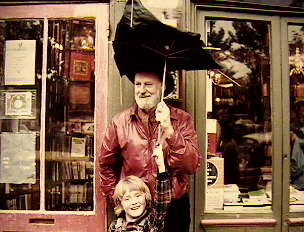
Lawrence Ferlinghetti et la jeune Sylvia Whitman devant la librairie Shakespeare and Company en 1991

L'œuvre poétique la plus connue de Ferlinghetti est Coney Island of the Mind, qui a été traduite en neuf langues. En 1998 il est nommé Poet Laureate de San Francisco. Il continue d'écrire de la poésie et participe au fonctionnement de la librairie et de sa maison d'édition. Ne se contentant pas seulement de s'engager dans la littérature, Ferlinghetti continue aussi de peindre. Ses tableaux sont souvent exposés dans les galeries et les musées à San Francisco et ailleurs.
La poésie de Ferlinghetti aborde souvent la politique et les grands débats sociaux. Il est partisan d'un art non élitique, qui reste populaire. Le groupe italien Timoria lui a consacré une chanson, intitulée Ferlinghetti Blues (dans leur album El Topo Grand Hotel), et Ferlinghetti lui-même y a enregistré un de ses poèmes.

## Enregistrements sonores
- 1958 : Poetry Readings In The Cellar ∫ Fantasy Records F-7002
- 1959 : Tentative Description Of A Dinner Given To Promote The Impeachment Of President Eisenhower, And Other Poems ∫ Fantasy Records F-7004
- 1961 : The Great Chinese Dragon And Other Poems ∫ Fantasy Records F-7010
- 1969 : Ferlinghetti ∫ Fantasy Records F-7014 (compilation ? )

## Publications

### En anglais
- Pictures of the Gone World ; San Francisco: City Lights 1955
- A Coney Island of the Mind ; New York: New Directions 1958
- Her ; New York: New Directions 1960
- Routines ; New York: New Directions 1964
- An Eye on the World, Selected Poems ; MacGibbon & Kee 1967
- Back Roads to Far Places ; New York: New Directions 1971
- Open Eye, Open Heart ; New York: New Directions 1973
- Who Are We Now? ; New York: New Directions 1976
- Endless Life, Selected Poems ; New York: New Directions 1981
- Over All the Obscene Boundaries,European Poems and Transitions ; New York: New Directions 1984
- When I Look at Pictures ; Peregrine Smith Books 1990
- A Far Rockaway of the Heart ; New York: New Directions 1997
- How to Paint Sunlight ; New York: New Directions 2001
- Americus Book I ; New York: New Directions 2004
- Americus Book I ; New York: New Directions 2004
- Poetry as Insurgent Art ; New York: New Directions 2007

### En français
- La quatrième personne du singulier (traduction par Jacqueline Bernard), Les lettres nouvelles, Julliard, 1961.
- Un luna-park dans la tête (traduction par Madeleine Roux), Gros Textes, 1997.
- Amant des gares (poèmes directement écrits en français), Le Temps des Cerises, 1990.
- Poète aveugle (traduit de l’américain par Marianne Costa), Éd. Maëlstrom, en coédition avec Le Veilleur éditions, 2004.
- Bookleg # 2: Démocratie totalitaire (traduit de l'américain par Marianne Costa), Éd. Maelström, 2005.
- Breeding blues/Le blues de la reproduction (traduit de l'américain et adapté par Pierre Guéry, site internet des éditions Le Mort Qui Trompe, 2006.
- A Coney Island of the Mind et autres poèmes (traduit de l'américain par Marianne Costa), Éd. MaelstrÖm reEvolution, 2008.
- Poésie Art de l'Insurrection (traduit de l'américain par Marianne Costa), Éd. MaelstrÖm reEvolution, 2012.
- La nuit mexicaine (traduit de l'américain par Daniel Blanchard), Éd. L'une et l'autre, 2013.
- La Vie vagabonde - Carnets de route 1960-2010, Paris, Le Seuil, 2019.
- Breeding blues (traduit de l'américain par Nicolas Mauriac), Éd. Derrière la salle de bains, sans date.